# Urocitellus undulatus
Il citello dalla coda lunga, noto anche come citello di Eversmann (Urocitellus undulatus [Pallas, 1778], syn.: Spermophilus undulatus), è uno scoiattolo terricolo appartenente al genere Urocitellus. Popola l'Asia settentrionale, in particolare la Siberia meridionale, l'area orientale del Kazakistan, la Mongolia e il nord della Cina.

## Descrizione
Il citello dalla coda lunga è un grosso scoiattolo terricolo, con una lunghezza testa-corpo di circa 21-31,5 centimetri e un peso compreso tra 250 e 580 grammi. La coda, lunga 10-14 centimetri, è dunque più corta del resto del corpo, ma risulta relativamente lunga rispetto a quella di altri citelli, superando un terzo della lunghezza totale. Il piede posteriore misura 45-50 millimetri, mentre l’orecchio è lungo 10-11 millimetri. Il pelo dorsale va dal giallo-bruno all’ocra, con macchie bianche e grigie a volte punteggiate di rosso o bruno-nerastro. I fianchi possono essere grigi o giallo paglierino, il ventre arancione, rosso-bruno o bruno. La parte superiore della coda è screziata di grigio-nero e diventa bianca verso la punta, mentre fianchi e coda possono presentare chiazze bianche o giallo chiaro. La testa è più scura nella parte superiore rispetto alle guance, di colore giallo paglierino, e al muso chiaro. Il mantello invernale risulta nettamente più chiaro rispetto a quello estivo.
Il cranio è piuttosto grande, con una lunghezza totale di 46-56 millimetri. Come in tutte le specie del genere, nella mascella superiore il citello dalla coda lunga presenta un solo incisivo per semiarcata, seguito da uno spazio privo di denti (diastema), quindi due premolari e tre molari. Nella mandibola, invece, è presente un solo premolare per semiarcata. Complessivamente la dentatura conta 22 elementi. Le radici del secondo e del terzo molare superiore sono particolarmente robuste. Alla base dell’incisivo, nel premascellare, si osserva una curvatura concava, mentre le ossa nasali, nella zona di unione con lo stesso premascellare, conservano la stessa ampiezza che presentano nella parte superiore.

## Distribuzione e habitat
Il citello dalla coda lunga è diffuso nella Siberia meridionale, nel Kazakistan orientale, in Mongolia e nelle regioni settentrionali della Cina. In quest'ultimo Paese compare soltanto nelle aree più occidentali e nord-orientali: nello Xinjiang (dove è presente sui monti Altaj, Saiani e Tian Shan) e nella provincia dello Heilongjiang. In Russia la specie è presente nella regione della Transbajkalia e in una popolazione separata nella Repubblica di Sacha (Jacuzia). In Mongolia abita le zone montuose dell’Altai mongolo, fino a sud nel massiccio dell’Aj Bogd e nell’area dei Changai, le regioni attorno al Hôvsgôl nuur e i monti Chentii; è inoltre stata segnalata nelle aree settentrionali della riserva naturale di Ikh Nartiin Chuluu, nel Gobi orientale.

## Biologia

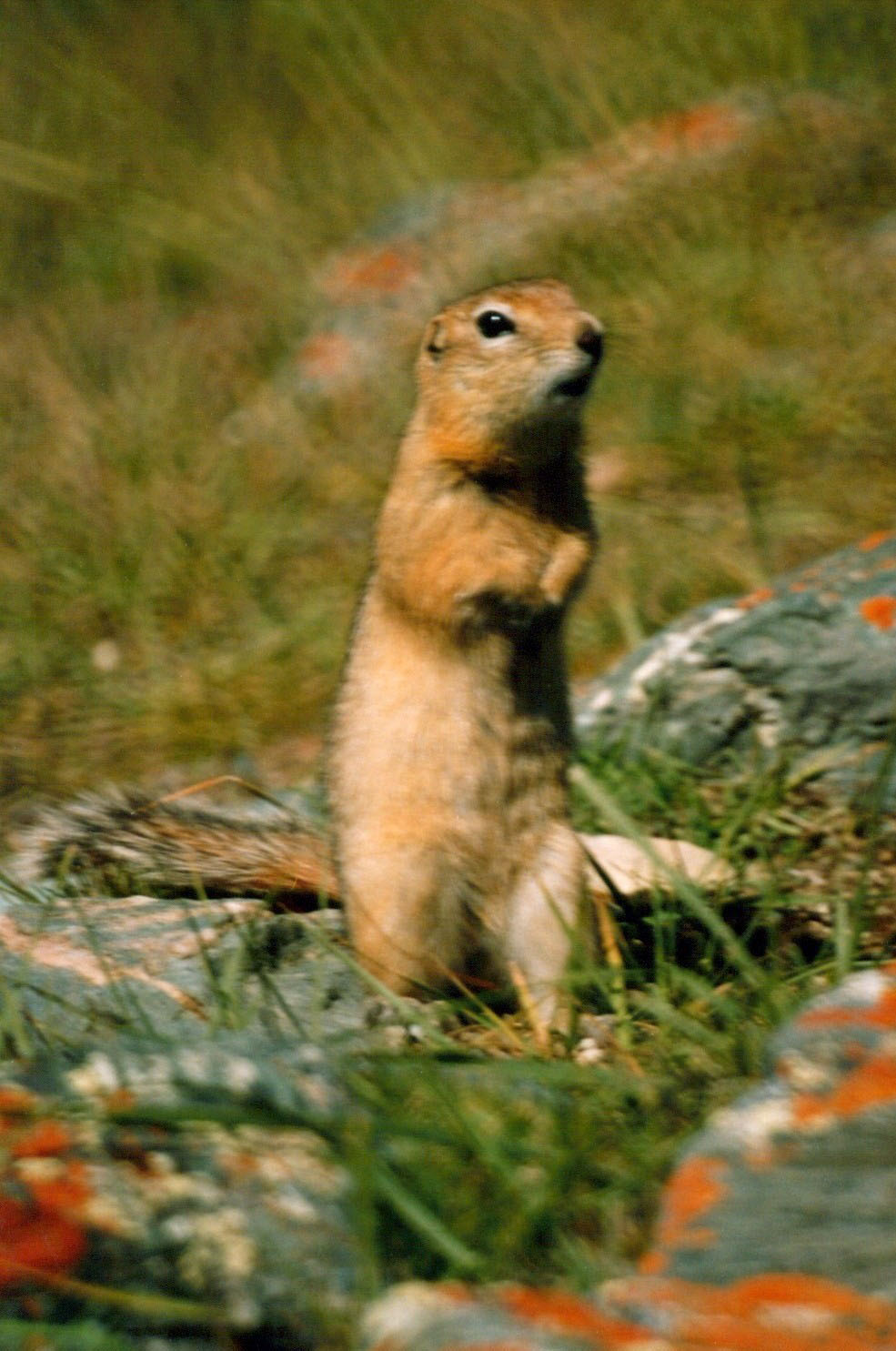
Citello dalla coda lunga

Il citello dalla coda lunga vive prevalentemente in ambienti di semideserto e steppa erbosa lungo il margine del deserto del Gobi, nonché in praterie alpine, zone cespugliose e lungo corsi d’acqua. È attivo di giorno, concentrando però la maggior parte dell’attività al mattino e alla sera, durante il crepuscolo. Vive in colonie formate da un maschio e diverse femmine, all’interno di tane labirintiche dotate di vari ingressi. Questi presentano un diametro di 8-13 centimetri e sono circondati, in un raggio di due metri, da cumuli di terra alti fino a 40 centimetri. I tunnel, lunghi fino a 15 metri, possono estendersi fino a tre metri di profondità. L’intera colonia difende un territorio di circa 0,16 ettari, e i maschi lo segnalano con marcature odorose.
Il citello dalla coda lunga è principalmente erbivoro e si nutre di semi, germogli e vegetazione verde, ma solo di rado mangia insetti. Per comunicare emette forti richiami d’allarme, meno acuti rispetto a quelli di altri scoiattoli terricoli. Per superare l’inverno, va in letargo da settembre (i maschi) o ottobre fino a marzo o aprile, accumulando scorte in anticipo e trasportandole nella tana con l’aiuto delle tasche guanciali. I maschi si risvegliano circa una o due settimane prima delle femmine.
Una sola riproduzione annua avviene in primavera, subito dopo il risveglio delle femmine di età superiore a un anno. La gestazione, della durata di circa 30 giorni, porta alla nascita di tre-nove piccoli, che lasciano la tana per la prima volta a quattro-cinque settimane di vita. Oltre il 90% delle femmine si riproduce più volte nel corso della vita. Tra i principali predatori figurano gatti, volpi, lupi e rapaci.

## Tassonomia
Il citello dalla coda lunga è considerato una specie a sé stante all’interno del genere Urocitellus, che comprende dodici specie complessive. La sua prima descrizione scientifica fu opera di Peter Simon Pallas nel 1778, basata sull’osservazione di esemplari raccolti lungo il fiume Selenga, nella regione della Buriazia, in Russia. Tradizionalmente veniva classificato insieme agli altri citelli nel genere Spermophilus, sebbene in un sottogenere distinto, Urocitellus. In seguito a un’analisi molecolare su larga scala, l’insieme delle specie del sottogenere è stato elevato al rango di genere autonomo, Urocitellus, affiancato da diversi generi affini. Il citello artico (Urocitellus parryii), oggi riconosciuto come specie a parte, era in passato considerato una sottospecie del citello dalla coda lunga.
Accanto alla forma nominale U. u. undulatus, si distinguono sei sottospecie:
- U. u. undulatus Pallas, 1778: forma nominale, diffusa nella zona occidentale e sud-occidentale della Transbajkalia;
- U. u. eversmanni Brandt, 1841: diffusa nell’area dell’Altaj, tra Kazakistan, Russia, Mongolia e Cina. Di taglia relativamente piccola, presenta colorazione intensa con sfumature arancioni e rossicce;
- U. u. jacutensis Brandt, 1844: popolazione isolata nella Siberia settentrionale, caratterizzata da individui grandi e piuttosto chiari;
- U. u. menzbieri Ognev, 1937: comune nella porzione orientale dell’areale, lungo l’Amur, tra Russia e Cina nord-orientale. È la sottospecie di maggiori dimensioni e ha tonalità particolarmente chiare;
- U. u. stramineus Obolenskii, 1927: vive nella parte sud-occidentale dell’areale, tra Kazakistan, Mongolia e Cina. Presenta una colorazione molto chiara, con ventre arancione tenue;
- U. u. transbaikalicus Obolenskii, 1927: diffuso nella Transbajkalia orientale, in Russia. Ha dimensioni da medie a grandi, con la testa di un colore cannella-sabbia piuttosto chiaro.

Nella classificazione di Wilson & Reeder (2005) è inoltre citata la sottospecie U. u. altaica, mentre U. u. eversmanni non è elencata.

## Conservazione

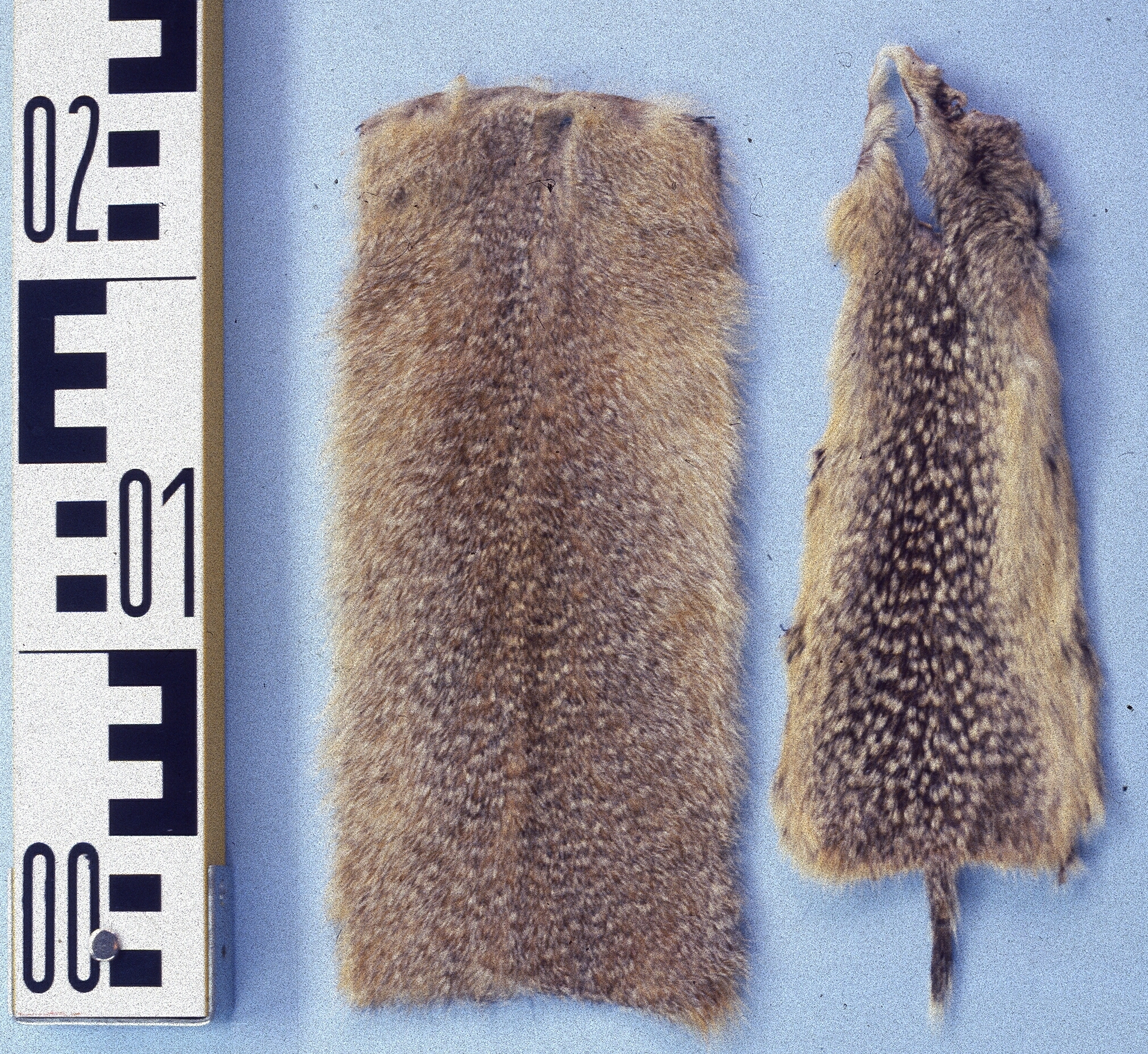
Pelliccia di citello dalla coda lunga

La IUCN classifica il citello dalla coda lunga come «specie a rischio minimo» (Least Concern), principalmente grazie all’esteso areale e all’abbondanza della specie, benché non esistano dati quantitativi certi sulla popolazione. Attualmente non sono noti fattori che ne minaccino in modo significativo gli effettivi.
In passato questi animali venivano cacciati in gran numero per la loro pelliccia: tra il 1958 e il 1960 se ne prelevavano ogni anno tra 418.000 e 551.000 individui. In alcune regioni la specie è considerata un parassita agricolo e pertanto soggetta a controllo.